# Unionismus (Gewerkschaft)
Industrieller Unionismus ist eine Strömung innerhalb der Arbeiter- und Gewerkschaftsbewegung, die sich zum Ziel gesetzt hat, alle gewerkschaftlichen Arbeitskämpfe in einer einzigen Organisation zu vereinen. Die bekannteste unionistische Organisation sind die „Industrial Workers of the World“ (IWW). Diese – überwiegend in englischsprachigen Ländern, zeitweise aber auch in Deutschland anzutreffende – Union von Arbeitern aus allen Industriezweigen arbeitet auf die Vereinigung aller Lohnabhängigen in der „Einen großen Gewerkschaft“ („One Big Union“) hin.